# Alamé Tabatabaí
'Allamah Sayyed Muhammad Husain Tabataba'i (persa:علامه سید محمد حسین طباطبائی, Tabriz, Irán, 1903 - Qom, 15 de noviembre de 1981) Filósofo y teólogo musulmán chiita iraní.
Nació en una familia de descendientes de Mahoma, de la cual también provinieron otros sobresalientes sabios islámicos durante catorce siglos.
Con Mirza Muhammad Husayn Na'ini y Shaykh Muhammad Husayn Isfahani, destacados maestros de su época, estudió tanto el Corán como la Sharia. También estudió en la Hawzah (Universidad islámica Chiita) de Nayaf, Metafísica y Filosofía, en las cuales llegó a ser un notable maestro, y además Matemáticas, con Sayyid Abu-l-Qasim Khwa'nsari. En 1934 regresó a Tabriz, a enseñar. Desde 1945 vivió en Qom donde fue maestro muy respetado.

## Obras
A continuación, he aquí algunos títulos de entre las obras del sabio Tabātabā’i. Él ha tratado casi todas las ciencias islámicas, fil¬osóficas, metafísicas, jurisprudencia (fiqh), comentarios y tradiciones.
1. “Comentario de Al-Mizan”, escrito en árabe traducido al persa en 40 volúmenes.
2. Los principios de la Filosofía y el Método realista.
3. Notas sobre la obra “Asfar”, de Mul-la Sadra Shirazi.
4. “Entretien avec. H. Corbin”, orientalista francés.
5. Tratado sobre el Gobierno islámico.
6. Ensayo sobre la autoridad y la acción.
7. Ensayo sobre la demostración.
8. Demostración de la Esencia.
9. Ensayo sobre el Hombre ante el mundo (la creación).
10. Ensayo sobre el Hombre en el Mundo.
11. Ensayo sobre el Hombre después del mundo.
12. La Profecía.
13. La Wilāyat.
14. Las Pruebas.
15. El Sufismo.
16. El Análisis.
17. La Síntesis.
18. Sobre lo Subjetivo.
19. La escritura caligráfica Nastalig.
20. Sobre la Profecía y las etapas.
21. ‘Ali (P) y la Filosofía divina.
22. El Corán en el islam.
23. El Shiismo en el islam.
24. Numerosos artículos científicos.
25. Juicio sobre las correspondencias.
26. Introducción a la sabiduría.
27. La Perfección de la Sabiduría.(Estos dos últimos títulos contienen los textos filosóficos más importantes, estudiados en el Centro de Enseñanza de las Ciencias religiosas, en Qom).
28. El resumen de la Enseñanza del Islam.
29. Cuestiones sobre el islam.
30. El islam y el Hombre contemporáneo.
31. Ensayo sobre los atributos de Dios.
32. Ensayo sobre los Medios.
33. Al margen de la obra Kifaiah.

## Enlaces
- Página en inglés sobre su obra "Al-mizan.

- Datos: Q737448
- Multimedia: Muhammad Husayn Tabatabaei / Q737448